# Pete's Dragon (película de 2016)
Pete's Dragon (Peter y el dragón en España y Mi amigo el dragón en Hispanoamérica) es una película estadounidense de 2016, siendo un remake de la película de 1977 Pete's Dragon. Este remake, concebido esta vez para combinar el rodaje tradicional en imagen real con la técnica de la animación por computadora, es una comedia dramática de fantasía y está dirigido por David Lowery y escrito por Toby Halbrooks y Lowery. Al igual que la versión de 1977, se basa en una historia coescrita (aunque nunca publicada) por S. S. Field y Seton I. Miller.
La película está protagonizada por Bryce Dallas Howard, Oakes Fegley, Oona Laurence, Robert Redford, Wes Bentley y Karl Urban. El rodaje comenzó el 26 de enero de 2015, en Nueva Zelanda, y su estreno fue el 12 de agosto de 2016.

## Argumento
En 1977, Pete, un niño de cuatro años de edad, está en un viaje por la carretera con sus padres cuando su coche voltea el lado de la carretera tratando de evitar atropellar a un ciervo. Los padres de Pete mueren al instante, pero Pete sobrevive y es perseguido en el bosque por una manada de lobos, solo para ser rescatado por un dragón con la piel verde, ojos amarillos y enormes alas. Pete nombra al dragón "Elliot", ya que de que su libro favorito es sobre un cachorro del mismo nombre. Y se lleva al dragón como una figura paterna.
Seis años más tarde, Pete, ahora de 10 años, después de pasar su tiempo de calidad con Elliot, ve un día a la guardabosque Grace Meacham quien andaba supervisando el bosque y le hurta su brújula de oro y se esconde. Al siguiente día, Pete observa a un equipo de leñadores cortando árboles cerca de su casa. Natalie, la hija del jefe de obra, Jack, quien es novio de Grace, lo ve y lo persigue subiendo a un árbol. Cuando Natalie cae accidentalmente, sus gritos atraen a su padre, Jack, Grace y los leñadores, mientras Pete y Natalie se conocen. Al llegar a lugar, Grace y los demás se dan cuenta de la presencia de Pete, y ella se percata de que el joven tiene su brújula. Pete trata de huir, pero Gavin, el hermano de Jack, accidentalmente lo deja inconsciente.
Después de darse cuenta de que Pete ha desaparecido, Elliot va en busca de él y termina derribando un árbol cerca del campo de la madera, lo que lleva a Gavin a organizar una partida de caza para encontrar a lo que lo derribó. Mientras tanto, Pete se despierta y se encuentra en un hospital local, del cual se escapa por volver a la selva. Antes de que la policía lo pueda atrapar, Grace convence a Pete para venir a vivir con ella con la promesa de llevarlo al bosque al día siguiente. Después de recibir un dibujo de Elliot por parte de Pete, Grace se lo lleva a su padre, que afirma haber descubierto al mismo dragón hace tiempo. Él le aconseja que confíe en Pete y busque a Elliot.
Gavin y sus hombres localizan la casa del árbol de Elliot y Pete, pero cuando tratan de buscarla, Elliot se revela a sí mismo y los ahuyenta. A continuación, los sigue de vuelta a la ciudad en un esfuerzo por encontrar Pete. Cuando lo hace, encuentra a Pete con la familia de Grace, y creyendo que ya es su familia se va.
Al día siguiente Pete, Grace, Natalie, y el Sr. Meacham van a la selva para encontrar a Elliot. Un grupo de cazadores dirigidos por Gavin sorprendió a Elliot y le lanzan dardos tranquilizantes, encerrándolo en el almacén de Jack. Antes de que las autoridades pueden inspeccionar a Elliot, Pete y Natalie lo liberan de sus cadenas y escapan en un camión de madera con el Sr. Meacham.
Enfurecido, Gavin establece un control de carretera en el puente para detenerlos. Un intento fallido de volar de un Elliot todavía aturdido daña los frenos del camión, provocando que el camión de Gavin a través de la barricada y se detenga en el otro lado. Confundido y asustado, Elliot empieza a botar fuego contra la policía. El puente comienza a colapsar bajo el intenso calor, provocando que la camioneta de Jack y Grace vaya a caer. Gavin, al arrepentirse, trata de salvarlos antes de que caigan a la muerte. Elliot intenta salvarlos, pero el puente colapsa y todos ellos caen en el barranco. En el último segundo, Elliot emerge con Grace y Jack sobre su espalda. Cuando un helicóptero militar se acerca, Pete decide huir con Elliot para volver al bosque.
Pete le suplica a Elliot que se quede con él que lo puede proteger de sus atacantes. Sin embargo, Elliot concluye que si se mantienen juntos, Pete siempre estará en peligro. Elliot señala el libro de Pete para tratar de convencerlo de volver con Grace y Jack. Después de un abrazo entre lágrimas, Elliot regresa a las montañas, mientras que Pete se va a vivir con Grace y Jack como su nueva familia.
En los años que siguen, Grace y Jack después de casarse y adoptar a Pete como su hijo, Elliot se desvanece poco a poco de la memoria de la ciudad. Sin embargo, Pete y su familia lo encuentran mientras están de vacaciones, al haber comprobado que Elliot finalmente se ha reunido con sus compañeros dragones.

## Reparto
- Oakes Fegley como Pete.
- Oona Laurence como Natalie.
- Bryce Dallas Howard como Grace.
- Robert Redford como el padre de Grace.
- Wes Bentley como Jack.
- Karl Urban como Gavin.

## Producción

### Desarrollo
En marzo de 2013, Disney anunció un reboot de la película de 1977, que estaba siendo escrita por David Lowery y Toby Halbrooks, escritor del hit de Sundance Ain’t Them Bodies Saints. Será realizada para reinventar la historia central de una venerable película de la familia Disney y no será un musical. El rodaje comenzó en enero de 2015, en California, con Lowery como director. El 2 de octubre, Barrie M. Osborne fue incluido para producir la película. La película se rodó en acción real utilizando cámaras Panavision Panaflex. El dragón animado Elliot, también será animado por completo con CGI en lugar de la animación tradicional.

### Casting
El 19 de septiembre de 2014, Disney confirmó que Oakes Fegley y Oona Laurence interpretarían a Pete y Natalie respectivamente. El 16 de octubre, Robert Redford estaba en las primeras conversaciones para interpretar a un narrador de historias locales, involucrando a los dragones que nadie cree. El 20 de noviembre, Bryce Dallas Howard estaba en conversaciones para el papel principal femenino para interpretar a una guardia forestal que encuentra al niño y no cree sus historias sobre un dragón.  El 7 de enero de 2015, Wes Bentley se unió al elenco de la película. El 9 de enero, Michael C. Hall fue también agregado al elenco. El 29 de enero, Karl Urban reemplazado por Hall, se unió al reparto para interpretar su papel.

## Recepción
Pete's Dragon ha recibido críticas positivas por parte de la crítica especializada, así como de la audiencia. En el sitio web Rotten Tomatoes la película tiene una aprobación de 86%, basada en 148 reseñas, con una puntuación promedio de 7.2/10, mientras que de parte de la audiencia tiene una aprobación de 82%.
En Metacritic la película tiene una calificación de 72 sobre 100, basada en 37 reseñas, indicando "reseñas generalmente favorables". Las audiencias de CinemaScore le han dado una calificación de "A" en una escala de A+ a F, mientras que en IMDb tiene una puntuación de 6.7 basada en más de 52,980 votos.